# 건담
《건담》(일본어: ガンダム 간다무[*], 영어: Gundam)은 일본의 로봇 애니메이션 미디어 프랜차이즈이다. 토미노 요시유키와 반다이 남코 필름웍스(구 선라이즈)가 제작하며 거대 메카 '건담'을 소재로 한다. 1979년 4월 7일 텔레비전을 통해 방영된 《기동전사 건담》을 시초로 하는 속편 및 외전, 동시에 '건담'이라는 이름을 가진 로봇과 모빌슈트가 등장하는 작품군을 가리킨다.
TV판 애니메이션 출시 이후, 영화, OVA, 만화, 소설, 게임, 특촬, 프라모델(반다이 제작) 등 건담 시리즈를 주제로 하는 수많은 작품들이 제작 발표되었다.
'기동전사 건담'은 로봇 애니메이션에 해당하면서도, 종래의 악의 조직 또는 우주인과 정의의 편인 주인공이 싸우는 선악대결 구도의 이른바 '로봇 히어로물'에서 탈피하여, 자체적으로 확립한 고유의 세계관 안에서 국가, 전쟁, 인물상 등을 묘사한다. '모빌 슈트'라 불리는 인간형 로봇 병기는 어디까지나 병기의 하나로, 소도구 형태로 취급하였다. SF세계임에도 불구하고, 이러한 로봇의 설정은 이후에 리얼 로봇으로 불리게 되며, 로봇 애니메이션을 SF 차원으로 발전시키는데 기여하게 된다.

## 개괄적인 역사

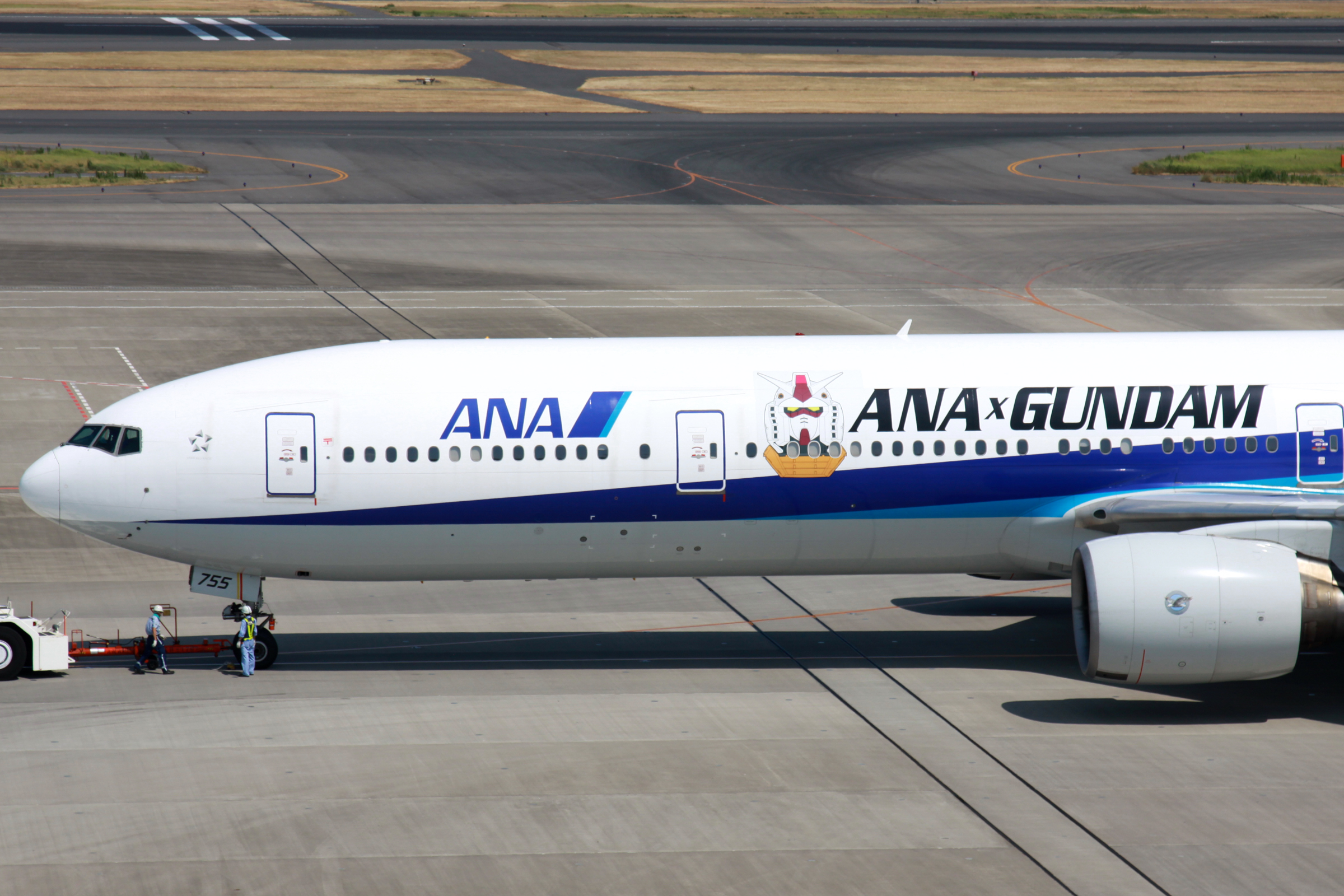
건담이 도장된 여객기

건담의 역사는 1979년 토미노 요시유키(富野由悠季) 감독에서 시작된다.
당시까지의 다른 재패니메이션 '로봇물'과는 달리, 전쟁에 참여하는 병사로써의 '로봇'이라는 배경이란 점에서 '리얼 로봇물'의 시초라고 불린다(SF물에서 말하는 로봇과는 달리, 재패니메이션에서는 '인간이 조종하는 2족보행병기'를 로봇이라고 통칭한다).
건담에서는 위에서 거론한 '로봇'을 '모빌 슈트(mobile suits)'라고 부른다.
지구의 환경과 인구문제로 인하여, 인류는 우주로 이주하기 위해 달과 지구 사이의 '라그랑제 포인트(라그랑주점: Lagrange Point)'에 스페이스 콜로니를 건설한다. 이때, 이 거대한 규모의 스페이스 콜로니를 건설하기 위해 인간의 작업 행위를 10배 이상 증폭시킬 수 있는 인간형 장비가 필요해졌으며, 이러한 이유로 만들어진 작업복(suits)의 개념이 바로 모빌 슈트이고, 이것을 병기로 전용했다는 설정이다. (그래서 건담 시리즈에 등장하는 대다수의 모빌 슈트는 사람 키의 10배인 18m 내외의 신장으로 되어있다.) 이는 하인라인(R.A.Heinrein)의 스타쉽 트루퍼스(1959)에 나오는 강화복(powered suits)의 개념을 따온 것으로 알려져 있다.
우주에서의 전투를 위해 구태여 인간형 병기를 사용해야 하는가라는 의문과 그에 따른 비합리성을 메꾸기 위해 '미노프스키 입자'라고 불리는 설정을 도입했으며, 이로 대표되는 설정방식(일단 그려놓고 나중에 설정을 붙여나가면서 앞뒤를 맞추는 방식)으로 추가된 일련의 과학적 설정들을 '미노프스키 물리학'이라고 부르기도 한다. 원작에서 '미노프스키 입자'는 전파 교류를 방해하는 기능으로 설정되어 있기도 하다.
도미노 감독의 연출로 만들어진 퍼스트 건담(79년 첫 번째 건담)과 Z건담 시리즈의 팬이 이후 자신들이 직접 OVA를 만들었으며, 반다이사의 건담 관련 플라스틱 모델들마저도 '건프라'라고 불리는 등, 로봇 재패니메이션 계열에서 마징가 제트와 함께 독보적인 위치를 차지하고 있다.
2009년 3월 29일, 최신작 건담OO(더블오)의 시즌 2가 일본 현지에서 총 25화로 방영이 종료되었다.
2010년도 극장판이 공개되어 시리즈가 종결되었다
상당히 방대한 세계관을 가지고 있으며 이것들이 서로 얽혀 있어 처음 접하는 사람들에게 꽤 어려운 장벽이 되기도 한다.

## 작품 연표
발표작을 발표일시와 작품 속의 연표로 구분하면 다음과 같다. (자세한 내용은 다음의 건담 관련 작품 목록 참조)
- 우주세기 시리즈: Universal Century 시대라고 부르며, 기본적으로 연방과 지온의 항쟁을 배경으로 한다. '정통'이라고 불리는 시리즈이다. 이중 첫 작품 '기동전사 건담'은 퍼스트 건담이라고 불리기도 한다.

| 방영·상영시기  | 제목                                                                                    | 연표                                     | 비고       |
| -------------- | --------------------------------------------------------------------------------------- | ---------------------------------------- | ---------- |
| 1979.4~1980.1  | 기동전사 건담 (機動戦士ガンダム)                                                        | U.C. 0079년 후반                         |            |
| 1981.3~1982.3  | 기동전사 건담 극장판 Ⅰ, Ⅱ(슬픈 전사 편), Ⅲ (해후의 우주 편)                             | 079U.C. 0079년                           | 극장판     |
| 1985.3~1986.2  | 기동전사 Z 건담 (機動戦士Zガンダム)                                                     | 서기 U.C. 0087년                         |            |
| 1986.3~1987.1  | 기동전사 건담 ZZ (機動戦士ガンダムZZ)                                                   | U.C. 0088년                              |            |
| 1988.3         | 기동전사 건담 역습의 샤아 (機動戦士ガンダム 逆襲のシャア)                               | U.C. 0093년                              | 극장판     |
| 1989.3~1989.8  | 기동전사 건담 0080 주머니 속의 전쟁 (機動戦士ガンダム0080 ポケットの中の戦争)           | U.C. 0079년) 12월 말~ U.C. 0080년 1월 초 | OVA        |
| 1991.3         | 기동전사 건담 F91 (機動戦士ガンダムF91)                                                 | U.C.                                     | 극장판     |
| 1991.5~1992.9  | 기동전사 건담 0083 스타더스트 메모리 (機動戦士ガンダム0083 STARDUST MEMORY)             | U.C. 0083년                              | OVA        |
| 1992.8         | 기동전사 건담 0083 지온의 잔광 (機動戦士ガンダム0083 ジオンの残光)                      | U.C. 0083년                              | 극장판     |
| 1993.4~1994.3  | 기동전사 V 건담 (機動戦士Vガンダム)                                                     | U.C. 0153년                              |            |
| 1996.1~1999.4  | 기동전사 건담 제08MS소대 (機動戦士ガンダム 第08MS小隊)                                  | U.C. 0079년                              | OVA        |
| 1998.8         | 기동전사 건담 제08MS소대 라스트 리조트 (機動戦士ガンダム 第08MS小隊 ラスト・リゾート)   | U.C. 0079년                              | 극장판     |
| 1998.8         | GUNDAM Mission to the Rise                                                              | U.C. 0079년                              | OVA        |
| 1999.7         | 기동전사 건담 제08MS소대 밀러즈 리포트 (機動戦士ガンダム 第08MS小隊 ミラーズ・リポート) | U.C. 0079년                              | OVA        |
| 2001.1         | G-SAVIOUR                                                                               | U.C. 0223년                              | SFX 드라마 |
| 2004.7~2004.11 | 기동전사 건담 MS Igloo 1년전쟁비록 (機動戦士ガンダム MS IGLOO -1年戦争秘録-)            | U.C. 0079년                              | OVA        |
| 2005.5~2006.3  | 기동전사 Z 건담 A NEW TRANSLATION (機動戦士Zガンダム A NEW TRANSLATION)                 | U.C. 0087년                              | 극장판     |
| 2006.4~2006.8  | 기동전사 건담 MS Igloo 묵시록0079 (機動戦士ガンダム MS IGLOO -黙示録0079-)              | U.C. 0079년                              | OVA        |
| 2008.10~2009.4 | 기동전사 건담 MS Igloo 2 중력전선 (機動戦士ガンダム MS IGLOO 2 -重力戦線-)              | U.C. 0079년                              | OVA        |
| 2010.3~2014.6  | 기동전사 건담 UC (機動戦士ガンダムUC)                                                   | U.C. 0096년                              | OVA        |

- 헤이세이 건담: U.C. 연표와 관계없이 만들어진 시리즈로, 1994년부터 1999년까지 제작된 작품에 해당하며, 단지 '건담'의 이미지만을 차용한 시리즈이며 대상연령대 또는 대상이 조금 바뀌었으며, 전쟁을 그려온 우주세기 시리즈에 비해서 좀 더 만화적인 설정들이 도입되었다. 헤이세이라는 명칭은 기존 작품들 때 일본의 연호인 쇼와 시대에 대비해서, 헤이세이 시대에 들어선 것을 표현한 말이다. 사람에 따라서는 V 건담 역시 헤이세이로 분류하는 경우도 있다.

| 방영·상영시기  | 제목                                                                                 | 연표                                    | 비고   |
| -------------- | ------------------------------------------------------------------------------------ | --------------------------------------- | ------ |
| 1994.4~1995.3  | 기동무투전 G 건담 (機動武闘伝Gガンダム)                                              | F.C.(Future Century) 0060년             |        |
| 1995.4~1996.3  | 신기동전기 건담 W (新機動戦記ガンダムW)                                              | 서기 2195년 (A.C.(After Colony) 0195년) |        |
| 1996.4~1996.10 | 신기동전기 건담 W - 오퍼레이션 메테오 - (新機動戦記ガンダムW オペレーション・メテオ) | 서기 2195년 (A.C. 0195년)               | OVA    |
| 1996.4~1996.12 | 기동신세기 건담 X (機動新世紀ガンダムX)                                              | A.W.(After War) 0015년                  |        |
| 1997.1~1997.7  | 신기동전기 건담 W Endless Waltz (新機動戦記ガンダムW ENDLESS WALTZ)                  | 서기 2196년 (A.C. 0196년)               | OVA    |
| 1998.8         | 신기동전기 건담 W Endless Waltz 특별편 (新機動戦記ガンダムW ENDLESS WALTZ 特別篇)    | 서기 2196년 (A.C. 0196년)               | 극장판 |

- 신 건담: 조금 특이한 시리즈로, 1999년부터 새롭게 시작하고 있다. 이시기의 건담 시리즈는 도미노 감독이 건담의 '모든' 역사를 통합하려 시도한 턴에이 건담(에이리언 시리즈로 유명한 시드 미드 디자인. 수염이 달려있다.)과, 새로이 우주세기를 그리기 시작한 건담 seed, 그리고 서력으로 진입한 건담 00(더블오)가 있다. 이 중, Seed는 화려한 스태프들로 인해, 최근에서야 건담을 접한 세대라면 이쪽으로 건담의 이미지를 가질 정도의 인기가 있다. 00는 모든 작품을 통틀어 최초로 '외계 생명체'와의 접촉을 그린 작품으로, 많은 기대에 비해 결과가 좋지 못했던 Seed에 비해 다소 부각되어 나쁘지 않은 평가를 받았다.

| 방영·상영시기   | 제목                                                                                                  | 연표                                     | 비고    |
| --------------- | --- | ---------------------------------------- | ------- |
| 1999.4~2000.3   | ∀(턴에이)건담 (∀ガンダム)                                                                             | C.C(Correct Century) 2345년              |         |
| 2002.2          | ∀건담 Ⅰ지구광(地球光)                                                                                 | C.C 2345년                               | 극장판  |
| 2002.2          | ∀건담 Ⅱ 월광접(月光蝶)                                                                                | C.C 2345년                               | 극장판  |
| 2002.10~2003.9  | 기동전사 건담 SEED (機動戦士ガンダムSEED)                                                             | C.E(Cosmic Era) 0071년                   |         |
| 2004.1~2004.12  | SD 건담 포스 (SDガンダムフォース)                                                                     | 서기 20XX년                              |         |
| 2004.3          | 기동전사 건담 SEED AFTER PHASE (機動戦士ガンダムSEED AFTER PHASE)                                     | C.E(Cosmic Era) 0071년                   | OVA     |
| 2004.8~2004.10  | 기동전사 건담 SEED SPECIAL EDITION (機動戦士ガンダムSEED SPECIAL EDITION)                             | C.E(Cosmic Era) 0071년                   | OVA     |
| 2004.10~2005.10 | 기동전사 건담 SEED DESTINY (機動戦士ガンダムSEED DESTINY)                                             | C.E(Cosmic Era) 0073년                   |         |
| 2006.1          | 기동전사 건담 SEED DESTINY FINAL PLUS (機動戦士ガンダムSEED DESTINY FINAL PLUS)                       | C.E(Cosmic Era) 0073년                   | OVA     |
| 2006.5~2007.2   | 기동전사 건담 SEED DESTINY SPECIAL EDITION (機動戦士ガンダムSEED DESTINY SPECIAL EDITION)             | C.E(Cosmic Era) 0073년                   | OVA     |
| 2006.12         | 기동전사 건담 SEED C.E.73 -STARGAZER- (機動戦士ガンダムSEED C.E.73 STARGAZER)                         | C.E(Cosmic Era) 0073년                   | 인터넷  |
| 2007.10~2008.3  | 기동전사 건담 00(더블오) (機動戦士ガンダムOO)                                                         | 서기 2307년                              |         |
| 2008.10~2009.3  | 기동전사 건담 00 세컨드 시즌 (機動戦士ガンダムOO SECOND SEASON)                                       | 서기 2312년                              |         |
| 2009.10~2010.2  | 기동전사 건담 00 SPECIAL EDITION (機動戦士ガンダムOO SPECIAL EDITION)                                 | 서기 2312년                              | OVA     |
| 2010.4~2011.3   | SD 건담 삼국전 (SDガンダム三国伝)                                                                     | 서기 20XX년                              |         |
| 2010.8~2010.12  | 모형전사 건프라 빌더즈 (模型戦士ガンプラビルダーズ)                                                   | 서기 201X년                              | OVA     |
| 2010.9          | 기동전사 건담 00 -A wakening of the Trailblazer- (機動戦士ガンダムOO -A wakening of the Trailblazer-) | 서기 2314년                              | 극장판  |
| 2011.10~2012.9  | 기동전사 건담 AGE (機動戦士ガンダムAGE)                                                               | A.G(Advanced Generation) 0115년 - 0201년 |         |
| 2013.8          | 기동전사 건담 AGE MEMORY OF EDEN (機動戦士ガンダムAGE MEMORY OF EDEN)                                 | A.G 0201년                               | OVA     |
| 2013.10~2014.3  | 건담 빌드 파이터즈 (ガンダムビルドファイターズ)                                                       | 서기 20XX년                              |         |
| 2014.10~2015.3  | 건담 빌드 파이터즈 트라이 (ガンダムビルドファイターズTRY)                                             | 서기 20XX년                              |         |
| 2014.10~2015.3  | 건담 G의 레콘키스타 (ガンダム Gのレコンギスタ)                                                        | 서기 3014년 (R.C(Regild Century) 1014년) |         |
| 2015.4          | 기동전사 건담 THE ORIGIN (機動戦士ガンダム THE ORIGIN)                                                | U.C. 0079년 후반                         | OVA     |
| 2015.10~2017.4  | 기동전사 건담 철혈의 오펀스 (機動戦士ガンダム 鉄血のオルフェンズ)                                     | P.D.(Post Disaster) 323년                |         |
| 2015.12~2017.7  | 기동전사 건담 썬더볼트 (機動戦士ガンダム サンダーボルト)                                              | U.C. 0097년                              | OVA     |
| 2016.4~2016.9   | 기동전사 건담 UC RE:0096 (機動戦士ガンダムUC RE:0096)                                                 | U.C. 0096년                              |         |
| 2018.4~2018.09  | 건담 빌드 다이버즈 (ガンダムビルドダイバーズ)                                                         | 서기 20XX년                              |         |
| 2018.11         | 기동전사 건담 NT (機動戦士ガンダムNT)                                                                 | U.C. 0097년                              | 극장판  |
| 2019.4~2019.7   | 기동전사 건담 THE ORIGIN 전야 붉은 혜성 (機動戦士ガンダム THE ORIGIN 前夜 赤い彗星)                   | U.C. 0079년 후반                         |         |
| 2019.7~2021.3   | SD 건담 월드 삼국창걸전 (SDガンダムワールド 三国創傑伝)                                               | 서기 20XX년                              |         |
| 2019.10~2020.8  | 건담 빌드 다이버즈 Re:RISE (ガンダムビルドダイバーズRe:RISE)                                          | 서기 20XX년                              |         |
| 2020.11         | 건담 빌드 다이버즈 배틀로그 (ガンダムビルドダイバーズ バトローグ)                                     | 서기 20XX년                              | OVA     |
| 2021.4~         | SD 건담 월드 히어로즈 (SDガンダムワールド ヒーローズ)                                                 | 서기 20XX년                              |         |
| 2021.6          | 기동전사 건담 섬광의 하사웨이 (機動戦士ガンダム 閃光のハサウェイ)                                     | U.C. 0105년                              | 극장판  |
| 2021.3~2021.7   | 건담 빌드 리얼 (ガンダムビルドリアル)                                                                 | 서기 20XX년                              | 실사판  |
| 2021.10~        | 건담 브레이커 배틀로그 (ガンダムブレイカー バトローグ)                                                | 서기 20XX년                              |         |
| 2022.6          | 기동전사 건담 쿠쿠루스 도안의 섬 (機動戦士ガンダム ククルス・ドアンの島)                              | U.C. 0079년 후반                         | 극장판  |
| 2022.10~2023.6  | 기동전사 건담 수성의 마녀 (機動戦士ガンダム 水星の魔女)                                               |                                          |         |
| 2023.10~        | 건담 빌드 메타버스 (ガンダムビルドメタバース)                                                         | 서기 20XX년                              |         |
| 2024.1          | 기동전사 건담 SEED FREEDOM (機動戦士ガンダムSEED FREEDOM)                                             | C.E(Cosmic Era) 0073년                   | 극장판  |
| 2024.10         | 기동전사 건담 은회의 환영 (機動戦士ガンダム 銀灰の幻影)                                               | U.C. 0079년 후반                         | VR 영화 |
| 2024.10         | 기동전사 건담 복수의 레퀴엠 (機動戦士ガンダム 復讐のレクイエム)                                       | U.C. 0079년 후반                         |         |
| 2025.4~         | 기동전사 건담 GQuuuuuuX (機動戦士Gundam GQuuuuuuX)                                                    | U.C. 0079년                              |         |
| 미정            | 기동전사 건담 철혈의 오펀스 우르드 헌트 (機動戦士ガンダム 鉄血のオルフェンズ ウルズハント)            | P.D.(Post Disaster) 323년                |         |

이외에도 직접 방영되지는 않았으나 소설, 만화, 게임, 설정집 등으로 등장했던 많은 다른 이야기들이 존재한다.
- 소설판
  - 건담 센티넬: '페즌 반란사건'에 관한 소설. 특이하게 소설로만 나왔으나 등장하는 MS의 인기는 압도적이다.
  - 섬광의 하사웨이: 공식 역사에서 지워진 '마프티 동란'에 관한 소설. 마프티 나비유 에린 - 하사웨이 노아(브라이트 노아의 아들)가 주인공이다. -벨토치카 칠드런에서 이어지는 내용으로 극장판 '역습의 샤아'과는 관련이 없다
  - 기동전사 제타 건담 - 포우의 이야기: 포우의 어린 시절을 다룬 작품으로 소녀 포우가 질 이란 이름으로 살아가던 당시를 다룬 작품
  - 가이아 기어: 80년대 후반에 뉴타입에 연재되던 토미노 요시유키의 작품. 우주세기 203년을 다룬 작품으로 샤아의 메모리 클론 아프랑시 샤아의 활약을 다룬 작품. 드라마와는 달리 소설판에선 해피 앤딩으로 끝난다.

- 게임판: 게임의 경우 '역사적 사건'으로 넣을 수 있는 것들만 언급함.
  - 블루데스티니 (세가 새턴): 뉴타입의 정신을 이용해 만든 대 뉴타입 병기 'EXAM'에 얽힌 에피소드
  - 콜로니가 떨어진 땅에 (드림캐스트): 오스트레일리아에서의 반격작전에 얽힌 에피소드

이외에도 '기렌의 야망' 시리즈나 'SD건담 제네레이션' 시리즈 등의 '역사' 시뮬레이션도 존재한다.
또 최근에는 GBA나 PSP와 같은 휴대용 게임기기용 타이틀도 많이 개발되고있다.
- 코믹스: 코믹스의 경우 건담 본편과 비슷한 내용을 담거나, 본편에서 미처 다루지 못한 MSV, 외전 등의 이야기를 주로 소재로 삼는다. 대표적인 작품으로 카도카와 쇼텐의 '크로스본 건담' 시리즈와 '건담 시드 아스트레이' 시리즈, 최근에는 전격하비와 하비재팬에 각각 연재중인 '건담 더블오 00P/00V'가 있다. 또한 연재중에 있는 '기동전사 건담 디 오리진'은 원작 '기동전사 건담'을 재해석하거나, 애니메이션에서 다뤄지지 않은 뒷이야기 등을 다루는 등으로 호평 받고 있다.
  - 기동전사 건담 역습의 샤아 - 벨토치카 칠드런: 토미노 요시유키의 역습의 샤아의 오리지널 작품으로 소설판만 존재해오다 오리진의 완료와 동시에 개제되고 있는 작품이다. 역습의 샤아와는 별개의 작품으로 훗날 이어지는 섬광의 하사웨이의 전신격
  - 기동전사 건담 F 90: 우주세기 2기 성격을 띤 작품으로 SNRY의 MS 소형화 작업의 일종인 포뮬러 시대의 첫 작품이다.
  - 기동전사 건담 실루엣 포뮬러 91: 우주세기 123년을 배경으로 몰락하는 애너하임 일렉트로닉스의 개발기 RXF-91이 등장한다.
  - 크로스본 건담 시리즈: 우주세기 후반, 극장판 애니메이션 건담 F91에서의 이야기 이후 크로스본 뱅가드의 수장이 된 베라 로나 (세실리 페어차일드)와 킨케두 나우(시북 아노), 그리고 목성 유학생으로 찾아왔다가 우여곡절 끝에 마더 뱅가드에 승선하는 토비아 아로낙스, 베르디나트 등의 일행이 지구권을 말살하려는 목성제국의 계획에 맞서 싸운다는 내용이다. 본편 완결 이후 '스컬 하트'와 '강철의 7인' 등의 단편이 더 나왔으며, 특히 '강철의 7인'의 경우 TVA 기동전사 V건담과 내용상으로 연관이 있다.

- 드라마 CD
  - 가이아 기어: 우주세기 203년을 배경으로 샤아의 클론인 '아프란시 샤아'의 모험을 그린 작품이다. 모빌 슈츠의 개념은 등장하지 않고 10미터 대의 '맨 머신(MM)' 이 등장한다는 것이 특이하다.

## 건담 세계의 주요 등장인물

### 우주세기
1. 1년전쟁 (기동전사 건담, UC0079)
  - 아무로 레이(안문호): 사이드 7에 거주하던 소년. 지온에 대항하기 위한 지구연방의 V작전의 일환인 (아버지가 개발하던)'건담'을 우연히 타게 되어 자신에게 잠재된 뉴타입의 가능성을 알게 된다. 불우한 가정환경(아버지는 산소결핍증으로 미치고 어머니는 혼자 지구에서 사는 중)과 돌아갈 곳도 없는(사이드 7파괴)환경에서 살아간다. 지구연방 소위로 복무.
  - 샤아 아즈나블(스어): 지온의 '붉은 혜성'. 정체는 지오니즘의 제창자 지온 줌 다이쿤의 아들인 카스발 렘 다이쿤이며, 암살당한 아버지의 복수를 노리며 가면을 쓰고 지온공국군 소좌(=소령)으로 복무 중이었다. 가르마 자비를 시작으로 키실리아 자비까지 자기 손으로 죽여 복수를 끝낸다.
  - 브라이트 노아(브라): 지구연방군 소위로 화이트베이스의 함장이 부상으로 직무를 이행할 수 없어서 함장이 된다.
  - 기렌 자비: 지온의 실질적인 지도자. 우생인류학설을 주창하며 1년전쟁을 일으켜 1주일만에 몇십억의 인류를 독가스 살포 및 콜로니 낙하를 통해 말살한 장본인. 데긴 자비의 아들로 아버지를 콜로니 레이저로 산화시켰으며, 형제로는 막내 가르마, 여동생 키실리아, 남동생 도즐 등이 있다. 아버지를 죽인 이유로 키실리아 자비에게 암살 당한다.
2. 그리프스 분쟁 (기동전사 Z건담, UC0087)
  - 카미유 비단(강미윤): 그리프스 분쟁 당시 그린 노아 2에 거주하던 청소년. 아버지와 어머니 모두 건담 Mk-2 개발에 종사하고 있었으며, 여자이름에 대한 놀림에 반응하면서 전쟁에 말려들어가게 되었다. 도미노 요시유키 감독의 말에 따르면 가장 강한 뉴타입이다. 시로코의 정신공격으로 폐인이 된다. 탑승기는 건담 MK-2, 제타 건담.
  - [[화 유이리](브어)]: 그리프스 분쟁 당시 그린 노아 2에 거주하던 청소년. 카미유의 친구로 메타스등에 탑승. 친구로서 카미유가 돌아오길 바랐으나 결국 폐인이 된 카미유를 맞는다. (이후 극장판에서는 기존의 TV판 애니메이션의 결말인 폐인이 되는 카미유의 설정을 뒤엎어 폐인이 되지 않는다.)
  - 포 무라사메: 무라사메 연구소의 네 번째 강화인간. 기억을 되찾는 조건으로 사이코 건담에 탑승한다. 카미유를 보호하려다 결국 사망.
  - 브라이트 노아: 연방군 대령. 알렉산드리아에서 탈출하여 에우고로 온다. 아가마의 함장을 맡는다.
  - 아무로 레이(안문호): 연방군 중위. 우주로 나가자는 카츠(기동전사 건담 등장. 그땐 아이였음)의 꼬심에 넘어가 에우고로 들어온다.특별한 비중은 없고 초대 뉴타입으로 나와서 릭 디아스 레드(크와트로 바지나 전용기었으나 아무나 타서 전용기라는 개념이 사라졌다)를 주로 탔다.
  - 크와트로 바지나(곽달호): 연방군 대위. 이야기 후반에 에우고의 실질적인 지도자 역. 그의 정체는 연방군과 지온의 일년전쟁 중 우주기지 아 바오아 쿠 전투에서 지온그로 적기 '건담'을 격추시키고는 행방불명된 샤아 아즈나블 대좌이며 그리프스 2(콜로니 레이저로 개조된 구 그린 노아 2) 내부에서 하만 칸의 큐벨레이와 팝티머스 시로코의 the O와 혼전에 휘말리게 되지만 결국 그리프스 2를 지켜서 티탄즈 함대를 격파한다. 직후, 하만 칸과 교전하여 탑승한 MS 백식이 대파되고 이어 전함의 폭발에 휘말려 생사불명이 된다.
  - 자미토프 하이만: 프랑스 세당 출신으로 그리프스 분쟁의 주범이자 티탄즈의 총지휘자.
  - 팝티머스 시로코: 목성에서 돌아온 헬륨III 수송선의 지휘자. 자미토프를 지지하나 결국 배신한다.
  - 밍키 칸: 지온 잔당의 근거지인 액시즈의 실권을 쥐고 있다.
3. 액시즈 분쟁 (기동전사 ZZ건담, UC0088)
  - 쥬도 아시타(윤성훈) 사이드 1 샹그릴라에 폐지 수집상으로 활동하다 Z건담을 입수, 그 후 에우고에 들어오게 된다.
  - 브라이트 노아: 1년전쟁, 그리프스전쟁에 활동했던 역전의 명장. 그대로 아가마의 함장.
  - 밍키 칸: 액시즈의 실권을 쥐고 있던 바로 그 사람으로 쥬도 아시타에 의해 죽는다
4. 액시즈 낙하 작전 (기동전사 건담 역습의 샤아, UC0093)
  - 아무로 레이(안문호): 1년 전쟁 당시 라이벌이었던 샤아의 액시즈 낙하를 막기 위해 론도 벨에서 활약하게 된다. 뉴건담으로 액시즈를 막아내는데 성공하지만 샤아와 함께 행방불명이 된다. 행방불명은 죽는다의 설정을 후에 뒤엎은 것이다.
  - 샤아 아즈나블: 지온 줌 다이쿤의 후계자 카스발 렘 다이쿤으로서 네오 지온을 일으켜 지구를 정화하고자 액시즈를 떨으뜨려 지구에 핵겨울을 일으키려 한다.
  - 브라이트 노아: 라 카이람의 함장으로 대령.
  - 하사웨이 노아: 브라이트 노아의 아들로 퀘스 파라야를 좋아한다. 그녀를 설득하려 하나 성공하지 못하고, 첸 아기가 쏜 그레네이드를 맞고 퀘스가 죽자 이성을 잃고 아군인 첸 아기를 죽였다.
  - 퀘스 파라야: 샤아에 열광하며 보좌한다. 뉴타입으로써의 감은 높지만 샤아의 이기심에 휘둘리며 아버지조차 죽이게 된다. 마지막에는 하사웨이 노아를 막아서다가 첸이 발사한 미사일을 맞아 전사하였다.
  - 규네이 거스: 퀘스 파라야를 좋아하는 강화인간. 샤아를 질투하여 전공을 세우는데 몰두한다.
  - 첸 아기: 라 카이람(론도 벨)의 메카닉맨. 원작소설 '벨토치카 칠드런'에서는 아무로 레이의 아내로 벨토치카가 나오고 아무로의 자식이 나오만, 자식있는 아무로는 보고 싶지 않다는 팬들의 요청에 따라 벨토치카는 사라지고 아무로의 새로운 연인으로 첸 아기가 등장하게 된다.
5. 신형건담 탈취작전 (기동전사 건담 0080 주머니 속의 전쟁, U.C. 0080)
  - 알프레드 이즈루아 (알)(성우 - 손정아): 전쟁을 그저 '멋진 일'정도로 알던 꼬마. 자신도 전쟁에 참여하고 싶어 사이드6에 들어온 사이클롭스에 무단입대(?). 그 후 부대원 등 자신의 주위의 사람들이 처참하게 죽어나가는 장면을 보면서 전쟁의 참혹함을 깨닫는다.
  - 버나드 와이즈먼 (버니)(성우 - 엄상현): 지온의 초보 파일럿. 핵공격을 저지하기 위해 자크ll 개량형(MS-08FZ)으로 신형 건담에게 도전한다. 호감이 있었던 크리스티나에게 죽게 된다.
  - 크리스티나 맥켄지 (크리스)(성우 - 배정민): 신형 건담의 테스트파일럿이자 알의 옆집누나. 자크의 파일럿이 호감을 가졌던 버니인 줄 모르고 싸우게 된다. RX-78 NT-1 알렉스의 파괴 이후 지구로 전임.
6. 크로스본 뱅가드 (기동전사 건담 F91, U.C. 0123)
  - 시북 아노 (킨켄두 나우): F-91의 파일럿. 어머니가 만든 F-91에 우연히 탑승하게 된다. 후에 세실리를 도와 크로스본 뱅가드의 크로스본 건담 X1의 파일럿이 된다.
  - 세실리 페어차일드 (베라 로나) :
  - 카롯조 로나: 코스모 바빌로니아를 제창하며 인류 절멸에 나서는 크로스본의 우두머리
7. 데라즈 분쟁 (기동전사 건담 0083 스타더스트 메모리, U.C. 0083)
  - 자미토브 하이만
  - 애너벨 가토(성우 - 이인성(MBC) / 양석정(애니박스)): 데라즈 플리트의 소좌(소령). '솔로몬의 악몽'이란 칭호를 갖고 있다. 별가루작전의 핵심적인 임무인 'GP-02 사이살리스 탈취'에 성공. 솔로몬 해역에 모인 연방군 함대의 2/3을 쓸어버리는 전과를 올린다. 귀환도중 코우 우라키 중위의 GP-01Fb 풀버니언과의 교전에서 사이살리스를 소실. 그 후 노이에 질에 탑승. GP-03d 덴드로비움을 격파후 연방군 함대를 향해 돌진하다 함께 산화.
  - 에귀유 델라즈
  - 시마 가라하우(성우 - 홍승옥(MBC) / 김필진(애니박스))
  - 코우 우라키(성우 - 손원일(MBC) / 전광주(애니박스))
  - 에이퍼 시나프스
8. 잔스칼 제국 (기동전사 V 건담, U.C. 0153)
  - 웃소 에빈 (주인공): 12세로 건담 시리즈 최연소 뉴타입 파일럿.(아무로 레이 16세, 카미유 비단 17세, 쥬도 아시타(추정)17세, 시북 아노(추정)17세 )
  - 샤크티 카린: 웃소와 어릴 때부터 함께 지낸 친구. 마리아의 딸로 밝혀진다.
  - 카테지나 루스: 크로노클에게 납치된 이후 베스파에 합류하게 된다.
9. 코지마 대대 (밀러즈 리포트) (기동전사 건담 제08 MS 소대, U.C. 0079)
  - 시로 아마다(성우 - 엄상현): 지구연방군 소위로 코지마 대대 제 08소대에 소대장, 전투 중 우연히 만난 아이나 사할린과 사랑에 빠지고 후에 아프사라스Ⅲ을 격추하고 아이나와 어딘가로 행방불명된다. 시로 아마다의 ms는 육전형 건담과 교전중 중파된 육전형 건담의 기본 틀에 부품 등을 개조하여 만든 EZ-8을 탑승했다.
  - 아이나 사할린(성우 - 유지원): 지온 공국 사할린 가(家)의 장녀, 우연히 만난 시로 아마다와 사랑에 빠지게 되며 오빠인 기니아스 사할린의 부탁으로 인해 아프사라스의 파일럿이 되었다. 후에 시로와 함께 행방불명된다.
  - 기니아스 사할린: 지온 공국의 대령, 지구 비밀기지에서 자브로 침공을 위한 아프사라스를 비밀리에 개발하고 있었으며 후에 개발 된뒤 제작자 모두를 배신하고 여동생마저 배신했다. 그러나 시로의 일격으로 아프사라스Ⅲ와 함께 폭파하여 전사하였다.
  - 카렌 조슈아(성우 - 차명화): 08소대의 상사, 글래머한 스타일에 군 경험도 뛰어난 여전사. 육전형 건담에 탑승하였으며 초기에는 시로를 애송이 취급했지만 후에는 그를 대장으로 인정하였다.
  - 테리 샌더스 쥬니어(성우 - 홍진욱): 08소대의 중사, 우주에서 교전에 빠졌던 걸 시로 아마다가 볼 K형에 탑승하여 구출하였고 그 이후 08소대에 배치되었다. 한번 배치 받은 소대가 3번째 전투때 자신을 제외하고 모두 전사하여 저승사자 라는 별명을 가지고 있었다. 육전형 건담에 탑승했으며 시로 아마다를 잘 따랐다.
  - 에레도아 마시스(성우 - 위훈): 08소대의 하사, 장갑 병력 수송차에 탑승했으며 언더 그라운드를 잘 다루었다. 뮤지션이 되고싶은 것이 꿈이였고 후에 그의 노래가 합격하여 쓰이기도 하였다. 카렌과도 조그마한 사랑을 만들었다.
  - 미켈 니노리치(성우 - 안용욱): 08소대의 하사, 장갑 병력 수송차의 보조로 탑승했으며 우주에서 시로와 함께 배치 받았다. BB라는 연인과 편지를 보내며 연락을 하였고 대장을 신뢰하고 잘 믿는 군인이였다.
  - 노리스 패커드(성우 - 이상헌): 사할린 가의 충직한 부하, 나이도 있는 만큼 지온의 대령이였다. 아이나의 보좌를 맡았으며 뛰어난 ms활용 능력으로 연방을 공격하였다. 마지막에 구프 커스텀에 탑승하였고 3대의 건탱크 양산형을 격추시키고 시로와의 교전끝에 전사한다.
  - 유리 켈라레(성우 - 유호한): 지온 공국의 소장, 오데사 작전 등 많은 전투에 참전하였다. 사할린 가족에게는 좋지 않은 인상이였으나 항상 휘하의 군사들을 걱정했으며 오데사 작전 패배시 살아남은 군사 모두를 우주로 보내겠다는 다짐을 가지고 기니아스의 비밀기지에 집결했으나 기니아스의 배신으로 인해 명예로운 전사라고 하며 어이없는 최후를 맞이했다.
10. 지온 공국군 603 실험부대 (기동전사 건담 MS IGLOO 1년전쟁비록/묵시록 0079, U.C. 0079)
  - 올리버 마이(성우 - 김장)
  - 모니크 캐딜락(성우 - 윤미나)
11. +목성노인

## 모빌 슈트
미노프스키 물리학에 의해 그 설정이 계속 추가되어온 건담 세계의 근간.
우주공간작업용의 인형장비를 병기로 전용했다는 설정으로, AMBAC을 이용한 전방위 자세제어와 인형으로 묘사되는 범용성으로 대표된다. 기본적으로 대량생산되는 병기이다.
인간형을 모빌 수트라고 칭하며,속칭 MS라고 부른다.
- 건담 시리즈에 등장하는 병기 목록

## 기타
- 대한민국에서는 AK 커뮤니케이션즈에서 다수의 건담 관련 서적을 출간 중에 있다.
- 반다이는 건담 프라모델을 다수 판매 하고 있다.

## 여파
《건담》은 일본의 문화를 상징하는 아이콘이다. 2006년 기준으로 반다이 남코가 전개하는 사업의 연간 수익이 545억 엔을 기록했으며, 2014년에는 802억 엔으로 증가했다. 《건담》 시리즈의 문화적 영향은 미국의 《스타워즈》와 자주 비견된다.

## 같이 보기
- 건담 (모빌슈트)

## 참조